# Malhostovické kopečky
Malhostovické kopečky este o arie protejată (arie specială de conservare — SAC, sit de importanță comunitară — SCI) din Republica Cehă întinsă pe o suprafață de 2,63 ha, integral pe uscat.

## Localizare
Centrul sitului Malhostovické kopečky este situat la coordonatele 49°19′33″N 16°29′43″E / 49.325833°N 16.495278°E.

## Înființare
Situl Malhostovické kopečky a fost declarat sit de importanță comunitară în noiembrie 2009 pentru a proteja 1 specie de plante. Situl a fost protejat și ca arie specială de conservare în iulie 2012.

## Biodiversitate
Situată în ecoregiunea continentală, aria protejată conține 2 habitate naturale: Pajiști uscate seminaturale și facies de acoperire cu tufișuri pe substraturi calcaroase (Festuco-Brometalia) (* situri importante pentru orhidee), Pajiști carstice calcaroase sau bazofile, de Alysso-Sedion albi.
La baza desemnării sitului se află o specie protejată de  plante: sisinei (Pulsatilla grandis).